# Dekuman
Dekuman (latinsko decvmanvs, decvmanvs maximvs)  je bil v rimskih mestih, vojaških taborih  in kolonijah cesta, ki je potekala v smeri vzhod-zahod. Glavni dekuman se je imenoval decumanus maximus.  V taborih je glavni dekuman običajno povezoval Porta praetoria – mestna vrata, ki so bila bliže sovražniku, in Porta decumana, ki so bila bolj oddaljena od sovražnika.   
Ime izvira iz navade, da je via decumana (ali decimana) v vojaških taborih ločevala deseto in deveto kohorto, tako kot je via quintana ločevala peto kohorto od šeste. 
Glavni dekuman se je na sredini pravokotno križal s cardom maximusom, glavno cesto, ki je potekala v smeri sever-jug in je bila običajno glavna mestna ulica.  V bližini križišča je bil običajno forum.

## Emona
V Emoni je bil decumanus maximus glavna mestna os v smeri vzhod-zahod. Začel pri zahodnih mestnih vratih na podaljšku sedanje Snežniške ulice med Gregorčičevo ulico in Rimsko cesto, od katerih je peljala cesta proti Tergestu (Trst) in Aquileii (Oglej). Končal pri vzhodnih mestnih vratih, ki so stala na severozahodnem vogalu Križank na Trgu francoske revolucije.  Od vzhodnih vrat je cesta preko mostu na Bregu in Levstikovega in Gornjega trga peljala proti Neviodunumu.  
Glavni dekuman je bil dolg 300 passusov (450 m) in širok 14 passusov (21 m). Emono je delil na skoraj enaki severno in južno polovico.  Južno in severno od njega so bile po tri z njim vzporedne ulice, v rekonstrukciji Emone označene z D, E, F in I, J, K. Križišče z glavnim kardom je bilo na križišču Slovenske in Rimske ceste.  Forum je bil severozahodno od križišča Gregorčičeve ulice in Rimske ceste.

## Druga mesta
V antičnem Barcinu (Barcelona, Španija)  se je decumanus maximus začel pri Rimskih vratih pred sedanjim trgom Plaça Nova, ki so edina ohranjena Rimska vrata.
Dioklecijanova palača v Splitu, Hrvaška ima značilen pravokoten sistem ulic. Njen decumanus maximus povezuje Srebrna vrata na zahodu in Železna vrata na vzhodu.
V Gadari (Umm Qais, Jordanija) je ohranjen približno kilometer dolg tlakovan odsek glavnega dekumana, ki je potekal v smeri vzhod-zahod.
Lep primer dekumana  je tudi Via recta (Ravna cesta) v Damasku, Sirija,  ki je dolga 1500 m in je povezovala vzhodna in zahodna mestna vrata.
V osrednji poslovni četrti v Bejrutu, Libanon,  je ulica  Rue Weygand, ki teče v smeri vzhod-zahod po trasi nekdanjega glavnega dekumana.